# 8572 Nijo
8572 Nijo è un asteroide della fascia principale. Scoperto nel 1996, presenta un'orbita caratterizzata da un semiasse maggiore pari a 2,2129608 UA e da un'eccentricità di 0,1870642, inclinata di 5,24802° rispetto all'eclittica.